# Aichi H9A
Aichi H9A (яп. 二式練習飛行艇 — «Навчальний летючий човен Тип 2») — серійний навчальний летючий човен Імперського флоту Японії періоду Другої світової війни.

## Історія створення
Летючий човен Aichi H9A був розроблений колективом конструкторів під керівництвом Морісіге Морі відповідно до технічного завдання 13-Сі від 1938 року як навчальний літак для підготовки екіпажів великих летючих човнів Kawanishi H6K та Kawanishi H8K.
Aichi H9A був суцільнометалевий двомоторний верхньоплан-«парасоля». Як силова установка використовувались двигуни Nakajima Kotobuki 41 KAI 2 потужністю 710 к.с. кожен, розміщені в гондолах на крилі поблизу поздовжньої осі фюзеляжу. Всі п'ять членів екіпажу (пілот, другий пілот, розвідник, інженер і радист) розташовувались в просторій кабіні в передній частині фюзеляжу, звідки вони під час виконання навчальних задач могли переходити на свої робочі місця. Додатково всередині фюзеляжу були обладнані місця для трьох курсантів, які під час польоту могли навчатись прийомам навігації та радіозв'язку. Під крилом були змонтовані два вузли підвіски для навчальних бомб масою до 250 кг кожна. Для самозахисту служили 2 або 3 кулемети.
Перший прототип піднявся у повітря у вересні 1940 року. Тривалі випробування в повітрі та воді продемонстрували незадовільні аеро- та гідродинамічні якості літака. Тому в конструкцію другого та третього прототипів були внесені суттєві зміни. Мотогондоли двигунів були рознесені та зміщені вниз, майже під крило, розмах якого збільшився з 21 до 24 метрів. Крім того, були модифіковані закрилки. На серійних літаках використовувались двигуни Nakajima Kotobuki 42 або 43, але оснащені не дерев'яним дволопасним гвинтом постійного кроку, а металевим трилопасним змінного кроку.
Модифіковані літаки успішно пройшли льотні випробування, і у 1941 році були запущені в серійне виробництво під назвою «Навчальний летючий човен Тип 2 Модель 11» (або H9A1). Особливістю серійних літаків було застосування триколісного шасі, що не прибиралось. Оскільки колісне шасі дозволяло літаку тільки самостійно виїхати з води по рампі та з'їхати у воду перед стартом, назвати H9A амфібією у повному розумінні не можна. 
Три прототипи H9A та серійне виробництво машин цього типу, до 1943, здійснювалось на Aichi в місті Ейтоку. Всього було збудовано 27 літаків. Через завантаженість Aichi будівництво літаків цього типу за ліцензією було запущене на заводі фірми «Ніппон Хікокі КК», але до 1944 їй вдалось збудувати всього 4 літаки. Потім ці літаки були зняті з виробництва, але залишались в строю до кінця війни.

## Тактико-технічні характеристики

### Технічні характеристики
- Екіпаж: 5 осіб + 3 курсанти
- Довжина: 16,95 м
- Розмах крила: 24,00 м
- Площа крила: 63,30 м²
- Маса порожнього: 4 900 кг
- Маса спорядженого: 7 000 кг
- Максимальна злітна маса: 7 500 кг
- Навантаження на крило: 110.6 кг/м²
- Двигуни: 2 x 9-циліндрові радіальні двигуни Nakajima Ha-1 Kotobuki 42/43
- Потужність: 2 x 710 к. с.
- Питома потужність: 63.3 кг/к.с.

### Льотні характеристики
- Максимальна швидкість: 317 км/г на висоті 3000 м
- Крейсерська швидкість: 222 км/г
- Практична дальність: 2 150 км
- Практична стеля: 6 780 м
- Швидкість підйому: на 3 000 м за 11 хв. 14.

### Озброєння
- Кулеметне:4×7,7 мм кулемети «Тип 92»
- Бомбове навантаження:
  - 2× 250 кг бомби або
  - глибинні бомби до 500 кг

## Модифікації
- H9A — прототипи (3 екз.)
- H9A1 — серійні літаки (24 екз. збудовано «Айті» та 4 екз. збудовано «Ніппон Хікокі КК»)

## Історія використання

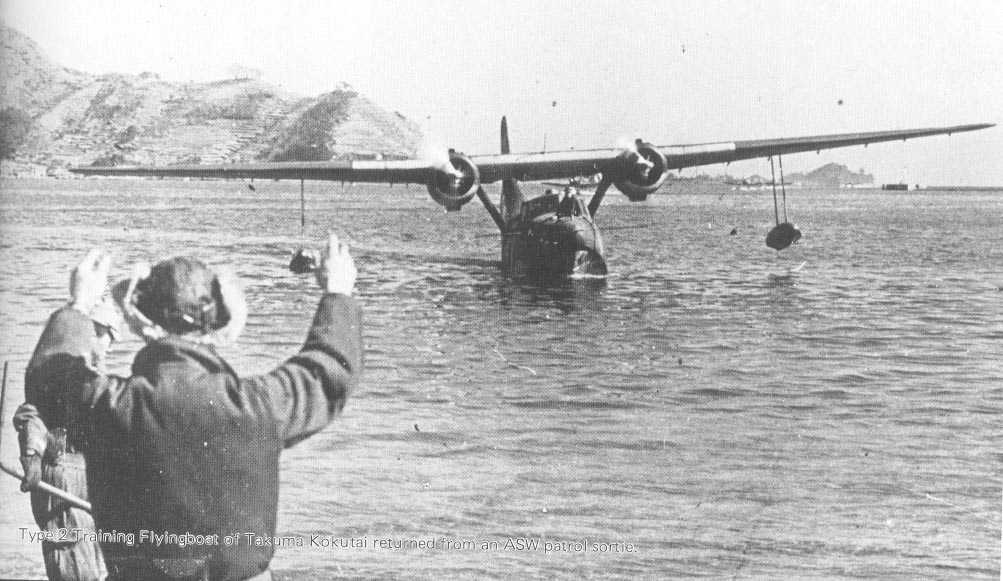
H9A1 авіазагону Такума повертається з протичовнового патрулювання

Летючі човни Aichi H9A спочатку надходили в навчальні підрозділи, розташовані на території Японських островів. Під кінець війни більша їх частина була переведена в частини берегової охорони (в тому числі й в інших частинах Тихого океану). Там вони використовувались для патрулювання, і частково, для боротьби з підводними човнами противника.
Для виконання бойових задач літаки оснащувались підкрильними вузлами зовнішньої підвіски для кріплення 2 бомб масою 250 кг. В такій ролі H9A1 були помічені розвідувальними службами союзників, але їх помилково ідентифікували як Yokosuka H5Y. Таким чином, H9A1 став єдиним серійним летючим човном, про існування якого союзникам не було відомо аж до 1945 року. На завершальному етапі війни один непошкоджений екземпляр H9A1 був захоплений союзниками на острові Ібусукі, але кодового позначення, прийнятого у союзників, цьому літаку не було присвоєно.